# Hermann III de Souabe
Hermann III (mort le 1er avril 1012) est un Conradien duc de Souabe de 1003 jusqu'à sa mort en 1012. Il est le fils de Hermann II.

## Biographie
Pendant le règne de Hermann, le duché de Souabe était en réalité contrôlé par le roi des Romains, Henri II. Au moment de son ascension, Hermann était un adolescent, et Henri n'appréciait pas les Conradiens. Hermann II s'opposa à son roi en 1002. Le contrôle de Henri sur le duché de Souabe était toujours présent même quand Hermann III mourut en 1012. Puisqu'il mourut sans enfants, la lignée des Conradiens en Souabe s'éteignit. Henri choisit Ernest Ier pour lui succéder. Deux ans plus tard Ernest se maria avec la sœur de Hermann, Gisela.